# Geränderte Hesse-Matrix
Die geränderte Hesse-Matrix (engl. bordered Hessian) dient zur Klassifikation von stationären Punkten bei mehrdimensionalen Extremwertproblemen mit Nebenbedingungen. Sie ist mit der „normalen“ Hesse-Matrix verwandt. Im Gegensatz zur Hesse-Matrix, welche auf positive bzw. negative Definitheit untersucht wird, ist bei der geränderten Hesse-Matrix das Vorzeichen der Determinante entscheidend.
Entscheidend ist die Vorzeichenfolge der führenden Hauptminoren, wobei gilt, dass man lediglich die k führenden Hauptminoren untersucht, für die gilt: {\displaystyle k>2m} (m Anzahl der Nebenbedingungen). Untersucht man beispielsweise eine Funktion nach Variablen mit einer Nebenbedingung, muss man {\displaystyle k>2\cdot 1\rightarrow k>2} betrachten, also erst die Vorzeichen ab dem 3. führenden Hauptminor (siehe auch nachfolgendes Beispiel). 
Sei {\displaystyle U\subset \mathbb {R} ^{n}} offen. Die Funktion {\displaystyle f:U\rightarrow \mathbb {R} } sei zweimal stetig differenzierbar und sie habe in {\displaystyle a\in U} ein lokales Extremum unter der Nebenbedingung {\displaystyle F=0}, wobei {\displaystyle F=(F_{1},\ldots ,\,F_{m}):U\rightarrow \mathbb {R} ^{m}} mit {\displaystyle m<n}. Sei nun
{\displaystyle L(\lambda _{1},\ldots ,\,\lambda _{m},\,x):=f(x)-\sum _{i=1}^{m}\lambda _{i}F_{i}(x)}
die Lagrange-Funktion mit der Abkürzung {\displaystyle x} für {\displaystyle x_{1},\ldots ,\,x_{n}}. Dann versteht man unter der geränderten Hesseschen Matrix die {\displaystyle (n+m)\times (n+m)}-Matrix
{\displaystyle {\begin{aligned}\operatorname {\overline {H}} ({\bar {\lambda }},\,a)&:=\left({\begin{array}{cccccc}{\frac {\partial ^{2}L}{\partial \lambda _{1}^{2}}}&\ldots &{\frac {\partial ^{2}L}{\partial \lambda _{1}\partial \lambda _{m}}}&{\frac {\partial ^{2}L}{\partial \lambda _{1}\partial x_{1}}}&\ldots &{\frac {\partial ^{2}L}{\partial \lambda _{1}\partial x_{n}}}\\\vdots &\ddots &\vdots &\vdots &&\vdots \\{\frac {\partial ^{2}L}{\partial \lambda _{m}\partial \lambda _{1}}}&\ldots &{\frac {\partial ^{2}L}{\partial \lambda _{m}^{2}}}&{\frac {\partial ^{2}L}{\partial \lambda _{m}\partial x_{1}}}&\ldots &{\frac {\partial ^{2}L}{\partial \lambda _{m}\partial x_{n}}}\\{\frac {\partial ^{2}L}{\partial x_{1}\partial \lambda _{1}}}&\ldots &{\frac {\partial ^{2}L}{\partial x_{1}\partial \lambda _{m}}}&{\frac {\partial ^{2}L}{\partial x_{1}^{2}}}&\ldots &{\frac {\partial ^{2}L}{\partial x_{1}\partial x_{n}}}\\\vdots &&\vdots &\vdots &\ddots &\vdots \\{\frac {\partial ^{2}L}{\partial x_{n}\partial \lambda _{1}}}&\ldots &{\frac {\partial ^{2}L}{\partial x_{n}\partial \lambda _{m}}}&{\frac {\partial ^{2}L}{\partial x_{n}\partial x_{1}}}&\ldots &{\frac {\partial ^{2}L}{\partial x_{n}^{2}}}\end{array}}\right)({\bar {\lambda }},\,a)\\\end{aligned}}}
bzw. bereits vereinfacht
{\displaystyle {\begin{aligned}\operatorname {\overline {H}} ({\bar {\lambda }},\,a)&:=\left({\begin{array}{cccccc}0&\ldots &0&-{\frac {\partial F_{1}}{\partial x_{1}}}&\ldots &-{\frac {\partial F_{1}}{\partial x_{n}}}\\\vdots &\ddots &\vdots &\vdots &&\vdots \\0&\ldots &0&-{\frac {\partial F_{m}}{\partial x_{1}}}&\ldots &-{\frac {\partial F_{m}}{\partial x_{n}}}\\-{\frac {\partial F_{1}}{\partial x_{1}}}&\ldots &-{\frac {\partial F_{m}}{\partial x_{1}}}&{\frac {\partial ^{2}L}{\partial x_{1}^{2}}}&\ldots &{\frac {\partial ^{2}L}{\partial x_{1}\partial x_{n}}}\\\vdots &&\vdots &\vdots &\ddots &\vdots \\-{\frac {\partial F_{1}}{\partial x_{n}}}&\ldots &-{\frac {\partial F_{m}}{\partial x_{n}}}&{\frac {\partial ^{2}L}{\partial x_{n}\partial x_{1}}}&\ldots &{\frac {\partial ^{2}L}{\partial x_{n}^{2}}}\end{array}}\right)({\bar {\lambda }},\,a)\end{aligned}}}
mit {\displaystyle {\bar {\lambda }}={\bar {\lambda }}_{1},\ldots ,\,{\bar {\lambda }}_{m}} den zugehörigen Lösungen der Hilfsgrößen.

## Form (2-dimensionaler Fall)
Für eine zweidimensionale Funktion mit einer Nebenbedingung hat die geränderte Hesse-Matrix folgende Gestalt.
Sei {\displaystyle L(x_{1},x_{2})=f(x_{1},x_{2})+\lambda g(x_{1},x_{2})} die Lagrangefunktion, wobei {\displaystyle f:\mathbb {R} ^{2}\rightarrow \mathbb {R} ,(x_{1},x_{2})\mapsto f(x_{1},x_{2})} eine beliebige zweidimensionale Funktion und {\displaystyle g(x_{1},x_{2})=0\,} die Nebenbedingung ist, unter welcher optimiert werden soll.
{\displaystyle \operatorname {\bar {H}} (x)={\begin{pmatrix}0&g_{x1}&g_{x2}\\g_{x1}&L_{x1x1}&L_{x1x2}\\g_{x2}&L_{x2x1}&L_{x2x2}\\\end{pmatrix}}={\begin{pmatrix}0&{\frac {\partial g}{\partial x_{1}}}&{\frac {\partial g}{\partial x_{2}}}\\[1.5ex]{\frac {\partial g}{\partial x_{1}}}&{\frac {\partial ^{2}L}{\partial x_{1}^{2}}}&{\frac {\partial ^{2}L}{\partial x_{1}\partial x_{2}}}\\[1.5ex]{\frac {\partial g}{\partial x_{2}}}&{\frac {\partial ^{2}L}{\partial x_{2}\partial x_{1}}}&{\frac {\partial ^{2}L}{\partial x_{2}^{2}}}\\\end{pmatrix}}}
Die {\displaystyle 0} auf der Position oben links in der Matrix kommt durch  {\displaystyle \operatorname {\bar {H}} _{11}={\frac {\partial ^{2}L}{\partial \lambda ^{2}}}} zustande.
Eine stationäre Stelle {\displaystyle x_{0}} von {\displaystyle f} ist dann unter der Nebenbedingung {\displaystyle g}
- lokales Maximum, wenn {\displaystyle \det {\bar {H}}(x_{0})>0}
- lokales Minimum, wenn {\displaystyle \det {\bar {H}}(x_{0})<0}
- unentscheidbar, wenn {\displaystyle \det {\bar {H}}(x_{0})=0}